# Jon Avnet
Jon Avnet est un producteur, réalisateur et scénariste américain, né le 17 novembre 1949 à Brooklyn, New York (États-Unis).

## Filmographie

### Comme producteur

#### Cinéma
- 1976 : It's Showtime
- 1977 : Checkered Flag or Crash
- 1980 : Coast to Coast
- 1983 : Risky Business
- 1983 : Le Coup du siècle (Deal of the Century)
- 1987 : Neige sur Beverly Hills (Less Than Zero)
- 1989 : Tango et Cash (Tango and Cash)
- 1990 : Men Don't Leave
- 1990 : Funny About Love
- 1991 : Beignets de tomates vertes
- 1992 : Les Petits Champions (The Mighty Ducks)
- 1993 : Les Trois Mousquetaires
- 1994 : Les Petits Champions 2
- 1994 : Pour l'amour d'une femme (When a Man Loves a Woman)
- 1994 : À chacun sa guerre (The War)
- 1995 : Miami Rhapsodie
- 1996 : Personnel et confidentiel (Up Close & Personal)
- 1996 : Les Petits Champions 3
- 1997 : George de la jungle (George of the Jungle)
- 1997 : Red Corner
- 1999 : Inspecteur Gadget (Inspector Gadget)
- 2000 : Ce que je sais d'elle... d'un simple regard (Things You Can Tell Just by Looking at Her)
- 2000 : Steal This Movie
- 2004 : Capitaine Sky et le monde de demain (Sky Captain and the World of Tomorrow)
- 2020 : Four Good Days de Rodrigo García

#### Télévision
- 1979 : No Other Love (TV)
- 1980 : Homeward Bound (TV)
- 1982 : Prime Suspect (TV)
- 1982 : Something So Right (TV)
- 1984 : Calendrier sanglant (en) (Calendar Girl Murders) (TV)
- 1984 : Autopsie d'un crime (The Burning Bed) (TV)
- 1984 : Silence of the Heart (TV)
- 1986 : Triplecross (TV)
- 1987 : In Love and War (TV)
- 1988 : Side by Side (TV)
- 1988 : My First Love (TV)
- 1989 : Breaking Point (TV)
- 1989 : Do You Know the Muffin Man? (TV)
- 1990 : Émeutes en Californie (Heat Wave) (TV)
- 1991 : Les Mamas en délire (Backfield in Motion) (TV)
- 1992 : The Nightman (TV)
- 1993 : The Switch (TV)
- 1993 : For Their Own Good (TV)
- 1995 : Naomi & Wynonna: Love Can Build a Bridge (en) (TV)
- 1998 : Embrouille à Poodle Springs (Poodle Springs) (TV)
- 1998 : Mama Flora's Family (TV)
- 1999 : My Last Love (TV)
- 2000 : Parting the Waters (feuilleton TV)
- 2000 : A House Divided (TV)
- 2001 : 1943, l'ultime révolte (Uprising) (TV)
- 2002 : Boomtown (série TV)
- 2005 : Brave New World (vidéo)

### Comme réalisateur

#### Cinéma
- 1991 : Beignets de tomates vertes
- 1994 : À chacun sa guerre (The War)
- 1996 : Personnel et confidentiel (Up Close & Personal)
- 1997 : Red Corner
- 2007 : 88 Minutes
- 2008 : La Loi et l'Ordre (Righteous Kill)
- 2017 : Les Trois Christs (Three Christs)

#### Télévision
- 1986 : Mal à l'âme (en) (Between Two Women) (TV)
- 2001 : 1943, l'ultime révolte (Uprising) (TV)

### Comme scénariste
- 1986 : Mal à l'âme (en) (Between Two Women) (TV)
- 2001 : 1943, l'ultime révolte (Uprising) (TV)